# Copa CONMEBOL 1997
VI Copa Conmebol 1997

## 1/16 finału
Estudiantes La Plata –  Deportivo Táchira 1:0 i 2:3, karne 3:4

 Real Santa Cruz –  Club The Strongest 1:1 i 2:0

## 1/8 finału (27.08-03.09)
Deportivo Táchira –  América Cali 1:1 i 1:3

 Deportes Tolima –  Rio Branco FC 2:1 i 0:1, karne 3:1

 Universitario de Deportes –  CD Técnico Universitario 3:0 i 0:0

 EC Vitória –  Sportivo Luqueño 2:0 i 4:1 (drugi mecz przerwany został w 63 minucie z powodu zamieszek na trybunach)

 Real Santa Cruz –  CA Lanús 1:1 i 0:5

 Portuguesa FC –  Clube Atlético Mineiro 1:4 i 0:0 (mecze 03.09 i 09.09)

 Club Universidad de Chile –  CA Colón 2:1 i 1:2, karne 2:3

 Defensor Sporting –  Danubio FC 3:3 i 2:3

## 1/4 finału (24.09i16.10)
CA Colón –  Danubio FC 1:1 i 1:1, karne 3:2

 EC Vitória –  CA Lanús 1:0 i 1:3

 Deportes Tolima –  Universitario de Deportes 1:0 i 0:2

 Clube Atlético Mineiro –  América Cali 2:1 i 1:1

## 1/2 finału (22.10i30.10)
CA Colón –  CA Lanús 0:2 i 1:1

 Universitario de Deportes –  Clube Atlético Mineiro 0:2 i 0:4

## FINAŁ
CA Lanús –  Clube Atlético Mineiro 1:4 i 1:1
6 listopada 1997? ? (?)

 CA Lanús –  Clube Atlético Mineiro 1:4

Sędzia: ?

Bramki: ?

Club Atlético Lanús: ?

Clube Atlético Mineiro:?
17 grudnia 1997? ? (?)

 Clube Atlético Mineiro –  CA Lanús 1:1

Sędzia: ?

Bramki: ?

Clube Atlético Mineiro: ?

Club Atlético Lanús:?

## Klasyfikacja strzelców bramek
| Gole | Piłkarz | Klub                   |
| ---- | ------- | ---------------------- |
| 7    | Valdir  | Clube Atlético Mineiro |